# Більшовецька ратуша
Більшівцівська ра́туша — приміщення магістрату містечка (тепер селища) Більшівці, що в Галицькому районі Івано-Франківської області. 
Ратуша розташована у центрі селища, на Вічевому майдані. Побудована в XIX столітті у класичному стилі: прямокутна у плані, двоповерхова, з невисокою вежею посередині споруди над головним входом. Вежа у плані восьмигранна (подібно, як вежа Яворівської ратуші), з шатровим гостроверхим дахом, довкола якого влаштовано оглядовий майданчик з поручнями. На вежі встановлено невеликий годинник. 
З давніх фотографій видно, що ратушна вежа колись була значно вищою і стрункішою. Тепер вона наполовину нижча. 
Попри строгість пропорцій і «приземкуватість», уся споруда ратуші виглядає ошатно, а легкості їй надають «віялові» вікна на другому поверсі та вежі, а також руст на фасаді. 
Ратуша понині використовується за призначенням: у ній міститься Більшівцівська селищна рада, є також відділення банку й крамниця.